# Адмассу, Мегра
Мегра Адмассу (англ. Megra Admassou; род. 14 августа 1935, Соддо, Зона Волайта) — эфиопский шоссейный велогонщик. Участник летних Олимпийских игр 1960 года.

## Карьера
В 1960 году был включён в состав сборной Эфиопии на летних Олимпийских играх в Риме. На них выступил в групповой шоссейной гонке протяжённостью 175 км, но не смог финишировать как и ещё 65 гонщиков.